# János Petrán
János Petrán (nascido a 28 de agosto de 1934) é um ex-diplomata e agente de segurança húngaro. Serviu como embaixador nos Estados Unidos entre 1981 e 1983. Depois disso, representou a Hungria nas organizações internacionais sediadas em Viena de 1983 a 1985.